# قلعة القلعة
قلعة السلط من القلاع التي بناها الملك الأيوبي عيسى بن الملك محمد العادل شقيق القائد صلاح الدين الأيوبي. بنيت ضمن الخطط العسكرية لتحرير فلسطين من الاحتلال الصليبي، وقد لعبة دور أساسي في الإعداد لمعركة حطين وهي حصن مثالي ظل قائمًا إلى عام 1840م، حيث تم قصفها على أثر ثورة القاسم (من قبيلة العوامله) ونمر العدوان الذين كانا من قبيلتين أيدتا الحملة المصرية بقيادة إبراهيم باشا بن محمد علي باشا لتوحيد الشام ومصر، وعند تنازل الأتراك عن مصر لنسل محمد علي قام الأتراك بالحملة على السلط وتم فيها قصف القلعة وتشريد أهلها وهاجرت على أثر ذلك الكثير من العائلات لخارج السلط ولا زالوا يدعون بالسلطي في فلسطين ودمشق.